# Neurolestes trinervis
Neurolestes trinervis är en trollsländeart som först beskrevs av Selys 1885.  Neurolestes trinervis ingår i släktet Neurolestes och familjen Megapodagrionidae. IUCN kategoriserar arten globalt som livskraftig. Inga underarter finns listade i Catalogue of Life.

## Utbredning
Neurolestes trinervis har observerats i Kamerun, Ekvatorialguinea, Gabon och Republiken Kongo.